# Châsse de saint Firmin
La châsse de saint Firmin est un reliquaire composé de plaques en argent ciselé posées sur une âme de bois. Sa réalisation remonte au début du XIIIe siècle. Elle est conservée dans le trésor de la cathédrale Notre-Dame d'Amiens depuis 1850 et abrite les reliques de Firmin le Martyr, premier évêque d'Amiens, depuis 1851.

## Histoire
En 1926, l'érudit belge Joseph de Borchgrave d'Altena a établi que cette châsse provenait de l'église Sainte-Ermelinde de Meldert dans la province du Brabant flamand qui renfermait jusque 1846 les restes de l'abbesse sainte Ermelinde. À cette date, elle fut mise en vente afin de financer la fabrication d'une châsse nouvelle. En 1847, le duc de Norfolk, fervent catholique, l'acheta et en fit don à son ami l'évêque d'Amiens Antoine de Salinis, en 1850. Le 14 janvier 1851, on y transféra les restes de saint Firmin le Martyr,. La chasse est protégée en tant que monument historique, au titre d'objet depuis le 6 juin 1902.

## Le reliquaire
La châsse ou « fierte » fut réalisée dans un atelier mosan en 1236 et a la forme d'un sarcophage en bâtière. Sur un bâti de bois, des plaques en argent repoussé, des cabochons sertis dans des filigranes et des rinceaux de trèfles gravés sur vernis rouge-brun, les colonnettes soutenant le toit ou encadrent les personnages sont en cuivre doré. Le toit est surmonté d'une crête ajourée surmontée de trois bulbes qui furent restaurés au XIXe siècle.
Sur chaque face, figurent en relief les apôtres assis tenant un livre sous des arcatures en plein cintre dont les écoinçons montrent des anges à mi-corps. Les rampants du toit, découpés en caissons rectangulaires, offrent un motif identique. Sur les pignons figurent d'un côté le Christ assis bénissant et de l'autre sainte Ermelinde qui remplace vraisemblablement une statue de la Vierge antérieure.
Le décor de la châsse est rehaussé d'émaux champlevés, de cabochons et d'un fin décor de filigranes.